# Latin American Studies Association
La Asociación de Estudios Latinoamericanos (LASA, por sus siglas en inglés) es la asociación más grande para académicos especializados en estudios latinoamericanos. Fundada en 1966, tiene alrededor de 12,000 miembros, de los cuales un 45 por ciento residen fuera de los Estados Unidos (un 36 por ciento en Latinoamérica y el Caribe). LASA reúne expertos sobre Latinoamérica de todas las disciplinas y de las más diversas ocupaciones a través del globo.

## Historia
LASA fue fundada en 1966 durante un encuentro patrocinado por el Comité Conjunto en Estudios latinoamericanos (compuestos del Consejo de Investigación en Ciencia Social (SSRC por sus siglas en inglés) y el Consejo Americano de Sociedades Académicas (ACLS por sus siglas en inglés)), celebrado en la Fundación hispánica (ahora la División hispánica) de la Biblioteca de Congreso el 7 de mayo de 1966. La constitución de LASA y sus estatutos fue redactada allí y el 12 de mayo de 1966 incorporada en Washington D. C. como una organización legal libre impuestos donde explicitaba que era "un cuerpo profesional sin ánimo de lucro creado por especialistas de área académica para conocer sus particulares y crecientes necesidades." La inclusión de LASA era la culminación de un proceso largo para crear ese tipo de organización después del fracaso de un intento anterior. En abril de 1958, Howard F. Cline, Director de la Fundación hispánica de la Biblioteca de Congreso (1952–1971) y el ACLS organizaron una conferencia para explorar la creación de un cuerpo académico coordinado para estudios de área latinoamericana. En 1959, el ACLS y el SSRC formaron el Comité Conjunto en Estudios latinoamericanos,que finalmente derivó en la organización de LASA. La Constitución y Estatutos de la Asociación de Estudios latinoamericanos (LASA) estuvo publicada en la Latin American Research Review en 1966. El primer Presidente de LASA luego de su constitución legal en 1966 fue el politólogo Kalman Silvert, con una larga trayectoria en publicaciones sobre sistemas políticos latinoamericanos y conflicto. En honor a la memoria de Silvert, LASA entrega un premio importante.

## Misión
La misión de LASA es "fomentar la discusión intelectual, la investigación y la docencia sobre Latinoamérica, el Caribe y sus personas dura través de las Américas, promoviendo los intereses de sus diversos afiliados, y animando el compromiso cívico a través de la construcción de redes y del debate público."

## Congresos de LASA
Cada año, especialistas de toda Latinoamérica se reúnen en el Congreso Internacional de LASA. Con más de 900 paneles temáticos, incluyendo conferencias, plenarios y reuniones informales, el Congreso Internacional de LASA es el más importante foro mundial para discusión experta sobre Latinoamérica y el Caribe.
- En 2018, el tema del congreso, realizado en Barcelona, fue "Los Estudios Latinoamericanos en un Mundo Globalizado". #LASA2018
- En 2024, el tema del congreso es "Reacción y Resistencia: imaginando futuros posibles en las Américas". Sucede en Bogotá, Colombia.[7]

## Presidentes de LASA
- Aldo Panfichi 2017--2018
- Joanne Rappaport Georgetown University 2016-2017
- Gilbert Joseph (Yale University) 2015-2016
- Debra Castillo (Cornell University) 2014-2015
- Merilee Grindle (Harvard University), 2013-2014
- Evelyne Huber (University of North Carolina, Chapel Hill), 2012-2013
- Maria Hermínia Tavares de Almeida (Universidade de São Paulo), 2010-2012
- John Coatsworth (Columbia University), (historiador) 2009-2010
- Eric Hershberg (American University), 2007-2009
- Charles R. Hale (University of Texas, Austin), 2006-2007
- Sonia E. Álvarez (University of Massachusetts, Amherst), 2004-2006
- Marysa Navarro (Dartmouth College), 2003-2004
- Arturo Arias (University of Redlands), 2001-2003
- Thomas Holloway (University of California, Davis), 2000-2001
- Franklin Knight (Johns Hopkins University), (historiador) 1998-2000
- Susan Eckstein (Boston University), 1997-1998
- Jane Jaquette (Occidental College), 1995-1997
- Cynthia McClintock (George Washington University), (politólogo) 1994-1995
- Carmen Diana Deere (University of Massachusetts, Amherst), 1992-1994
- Lars Schoultz (University of North Carolina), 1991-1992
- Jean Franco (Columbia University), 1989-1991
- Paul Drake (University of California, San Diego), 1988-1989
- Cole Blasier (University of Pittsburgh), 1986-1988
- Wayne Cornelius (University of California, San Diego), (politólogo) 1985-1986
- Helen M. Safa (University of Florida), 1983-1985
- Jorge I. Domínguez (Harvard University), (politólogo) 1982-1983
- Peter H. Smith (University of California, San Diego), 1981-1982
- Carmelo Mesa-Lago (University of Pittsburgh), 1980-1981
- William P. Glade 1979-1980
- Riordan Roett 1978-1979
- Evelyn P. Stevens 1976-1978
- Richard R. Fagen 1975-1976
- Paul L. Doughty 1974-1975
- Henry A. Landsberger 1973-1974
- Thomas Skidmore 1972-1973
- Federico G. Gil 1971-1972
- John J. Johnson 1970-1971
- John P. Augelli 1969-1970
- Richard Adams 1968-1969
- Kalman H. Silvert (politólogo) 1967-1968

## Premios
- LASA/OXFAM Martin Diskin Premio de Disertación[8]
- Mejor Libro Bryce Wood.[9]
- LASA/Oxfam América Martin Diskin Memorial Lectureship (otorgado a una persona destacada por su compromiso con el activismo y el saber).[10]
- Mejor Libro Iberoamericano[11]
- Premio de Medios de comunicación de LASA[12]
- Kalman H. Silvert Premio - instituido en honor del primer presidente de LASA[13]
- Premio Luciano Tomassini[14]
- Charles Un. Hale de Camaradería para con la Historia mexicana - instituido por el reconocido historiador del liberalismo mexicano de la Universidad de Iowa.
- Premio Democracia y Docencia Guillermo O'Donnell
- Howard F. Cline Mejor libro en Historia mexicana, instituido en honor al fundador de LASA[15]

## Latin American Research Review
LASA publica una revista académica interdisciplinaria, la Latin American Research Review (Revista de Investigación Latinoamericana, LARR por sus siglas en inglés), fundada en 1965 por un consorcio de universidades de EE. UU. LARR Es una revista interdisciplinaria que publica estudios e investigaciones originales o en curso sobre Latinoamérica y el Caribe. Desde 2014, LARR (Latin American Research Review) es publicada por el departamento de prensa de la Universidad de Texas, ISSN 0023-8791 (impreso), ISSN 1542-4278 (electrónico).